# Glòries (metropolitana di Barcellona)
Glòries è una stazione della linea 1 della metropolitana di Barcellona e di tre linee del Trambesós (T4, T5 e T6), situata in Plaça de les Glòries Catalanes, al confine tra i distretti di Eixample e Sant Martí di Barcellona.
Nel 1951 fu inaugurata la stazione della L1 della metropolitana di Barcellona con il nome di Glorias. Nel 1982 con la riorganizzazione delle linee la stazione adottò l'attuale nome di Glòries.
Nel 2004 fu inaugurata in superficie la stazione tramviaria; inizialmente serviva solo la linea T4, per poi diventare capolinea anche per le linee T5 (dal 14 ottobre 2006) e T6 (dal 2012).

## Accessi alla stazione della metropolitana
- Avinguda Meridiana - Carrer Badajoz
- Avinguda Meridiana - Carrer Alaba
- Plaça de les Glòries Catalanes